# Gehad Hajar
Gehad Ismail Hajar (em árabe جهاد إسماعيل هاجر) (Curitiba, 19 de dezembro de 1982), é um pesquisador e produtor brasileiro de ascendência libanesa.
É o fundador e diretor-geral do Festival de Ópera do Paraná, atualmente maior evento lírico do Brasil, totalmente gratuito por diversas cidades paranaenses e com produções brasileiras inéditas.
Democratizando o acesso ao gênero operístico e levando-o a locais inusitados, transformou o projeto em um case lírico mundial. Produziu mais de 50 montagens de ópera, além de descobrir, restaurar e estrear as óperas Marumby de Nicolau dos Santos (1928); Papílio Innocentia de Léo Kessler (1915); Sóror Mariana e Marília de Dirceu, de Julio Reis (1915) além de Festa de São João, opereta inédita de Chiquinha Gonzaga (1879) que nunca havia sido montada por rejeição dos produtores da época, pois se tratava de uma composição de uma mulher.  Além da opereta infantil A Vovozinha de 1909, com libreto de Emiliano Pernetta.
Descobriu e restaurou o primeiro Hino de Curitiba, de 1928, que estava esquecido pela cidade. A obra foi apresentada ao público pela Camerata Antiqua de Curitiba em concerto alusivo ao aniversário da cidade, em março de 2015.